# Brigitte Obermoser
Brigitte Obermoser, avstrijska alpska smučarka, * 2. julij 1977, Radstadt.
Nastopila je na dveh olimpijskih igrah, najboljšo uvrstitev je dosegla leta 1998 z enajstim mestom v kombinaciji. Na svetovnih prvenstvenih je najboljšo uvrstitev dosegla leta 2003, ko je bila četrta v smuku. V svetovnem pokalu je tekmovala enajst sezon med letoma 1995 in 2006 ter dosegla tri zmage in še šest uvrstitev na stopničke. V skupnem seštevku svetovnega pokala se je najvišje uvrstila na peto mesto leta 2000, leta  2002 je bila tretja v kombinacijskem seštevku.